# Wilfried
Wilfried ist ein alter deutscher männlicher Vorname, auch verwendet in Belgien und den Niederlanden.

## Herkunft und Bedeutung des Namens
Altniederdeutsch und Althochdeutsch: willio „Wille“, fridu „Friede, Schutz“. Dies lässt in der Interpretation die Bedeutung „der sich nach Frieden sehnt“ oder „der mit dem Friedenswillen“ zu. Diesen Namen gibt es als „Wilfriede“ auch als weiblichen Vornamen.

## Verbreitung
Der Name ist besonders in Norddeutschland verbreitet und verdankt seine Ausbreitung und Verwendung angelsächsischen Missionaren des frühen Mittelalters.

## Namenstag
24. April (katholisch) oder 12. Oktober (anglikanisch), im Gedenken an den Heiligen Wilfrid. Er war Bischof von York und starb 709 oder 710.

## Varianten
- Willfried
- Wilfrid
- englisch: Wilfred, Wilfrid
- spanisch: Wilfredo

## Namensträger

### Wilfried
- Wilfried I. († 897), Graf von Barcelona, Gründer von Katalonien
- Wilfried II. († 911), Graf von Barcelona, Girona und Ausona
- Wilfried Berchtold (* 1954), österreichischer Politiker (ÖVP)
- Wilfried Berk (* 1940), deutsch-brasilianischer Musiker
- Wilfried Bien (* 1974), französischer Fußballschiedsrichter
- Wilfried Bode (1929–2012), deutscher Wasserballspieler und zweifacher Olympiateilnehmer
- Wilfried Bony (* 1988), ivorischer Fußballspieler
- Wilfried Böse (1949–1976), deutscher Terrorist
- Wilfried Dietrich (1933–1992), deutscher Ringer, Olympiasieger
- Wilfried Dziallas (1944–2021), deutscher Schauspieler, Hörspielsprecher und Regisseur
- Wilfried Erdmann (1940–2023), deutscher Weltumsegler und Autor
- Wilfried Gliem (* 1946), deutscher Volksmusikinterpret, Mitglied der Wildecker Herzbuben
- Wilfried Feldenkirchen (1947–2010), deutscher Wirtschaftshistoriker und Hochschullehrer
- Wilfried Herbst (* 1935), deutscher Schauspieler und Synchronsprecher
- Wilfried Hiller (* 1941), deutscher Komponist
- Wilfried Kemmer (1943–2007), deutscher Fußballspieler und -trainer
- Wilfried Klaus (* 1941), deutscher Schauspieler
- Wilfried Klenk (* 1959), deutscher Politiker (CDU)
- Wilfried Koch (1929–2022), deutscher Kunsthistoriker und Künstler
- Wilfried Kowarik (1952–2018), österreichischer Benediktiner und Historiker
- Wilfried Lange (1910–1993), deutscher Schachmeister und Schachorganisator
- Wilfried Loll (* 1945), deutscher Schauspieler
- Wilfried Loth (* 1948), deutscher Historiker und Politikwissenschaftler
- Wilfried Martens (1936–2013), belgischer Premierminister
- Wilfried Meichtry (* 1965), Schweizer Autor und Historiker
- Wilfried Minks (1930–2018), deutscher Bühnenbildner
- Wilfried Mohren (* 1958), deutscher Sportreporter
- Wilfried Nancy (* 1977), französischer Fußballspieler und -trainer
- Wilfried Nelissen (* 1970), belgischer Radrennfahrer
- Wilfried Ndollo Bille (* 2005), kamerunischer Fußballspieler
- Wilfried Röhrich (1936–2024), deutscher Politikwissenschaftler
- Wilfried Rosendahl (* 1966), deutscher Bioarchäologe, Hochschullehrer und Museums-Generaldirektor
- Wilfried von Rosenthal (1908–1975), deutscher Offizier, Brigadegeneral der Bundeswehr
- Wilfried Sauerland (* 1940), deutscher Box-Promoter
- Wilfried Scheutz (1950–2017), österreichischer Sänger und Schauspieler
- Wilfried Schmickler (* 1954), deutscher Kabarettist
- Wilfried F. Schoeller (1941–2020), deutscher Literaturkritiker und Autor
- Wilfried Soltau (1912–1995), deutscher Kanute, Medaillengewinner bei Olympia
- Jo-Wilfried Tsonga (* 1985), französischer Tennisspieler
- Wilfried Van Moer (1945–2021), belgischer Fußballspieler
- Wilfried Vogel (* 1937), deutscher Fußballspieler
- Wilfried Weber (* 1942), deutscher Theologe
- Wilfried Wessel (1930–2016), deutscher Politiker (CDU) und Bürgermeister
- Wilfried Zaha (* 1992), englisch-ivorischer Fußballspiel

### Wilfred
- Wilfred Asciak (1930–2016), maltesischer Billardspieler, Journalist und Zeitungsverleger
- Wilfred Agbonavbare (1966–2015), nigerianischer Fußballtorwart
- Wilfred Baddeley (1872–1929), englischer Tennisspieler
- Wilfred Gordon Bigelow (1913–2005), kanadischer Herzchirurg
- Wilfred Bion (1897–1979), britischer Psychoanalytiker
- Wilfred Blatherwick (1870–1956), US-amerikanischer Tennisspieler
- Wilfred M. Cline (1903–1976), US-amerikanischer Kameramann
- Wilfred Diekert (* 1948), deutscher Fußballschiedsrichter
- Wilfred Douthitt (1888–1965), britischer Schauspieler und Sänger (Bariton), siehe Louis Graveure
- Wilfred Dunderdale (1899–1990), britischer Nachrichtendienstler
- Wilfred Elrington (* 1948), belizischer Politiker
- Wilfred Hansford Gallienne (1897–1956), britischer Diplomat
- Wilfred Geominy (1947–2013), deutscher Klassischer Archäologe
- Wilfred Greene, 1. Baron Greene (1883–1952), britischer Jurist und Politiker
- Wilfred Grenfell (1865–1940), kanadischer Arzt und Missionar
- Wilfred Hall (1934–2007), englischer Fußballtorhüter, siehe Wilf Hall
- Wilfred Hudleston Hudleston (1828–1909), britischer Geologe
- Wilfred D. Iwan (1935–2020), US-amerikanischer Bauingenieur
- Wilfred E. Jacobs (1919–1995), antiguanischer Politiker
- Wilfred Kibet Kigen (* 1975), kenianischer Marathonläufer
- Wilfred Kirwa Kigen (* 1986), kenianischer Marathonläufer
- Wilfred Kirochi (* 1969), kenianischer Mittelstrecken- und Crossläufer
- Wilfred George Lambert (1926–2011), britischer Altorientalist und Archäologe
- Wilfred Mannion (1916–2000), englischer Fußballspieler, siehe Wilf Mannion
- Wilfred Middlebrooks (1933–2008), US-amerikanischer Jazz-Bassist
- Wilfred Moke (* 1988), französisch-kongolesischer Fußballspieler
- Wilfred Monod (1867–1943), französischer reformierter Theologe
- Wilfred Mwalawanda (* 1944), malawischer Leichtathlet
- Wilfred Ndidi (* 1996), nigerianischer Fußballspieler
- Wilfred H. G. Neuse (* 1949), deutscher Fotokünstler
- Wilfred Hudson Osgood (1875–1947), US-amerikanischer Zoologe
- Wilfred von Oven (1912–2008), deutscher Publizist
- Wilfred Owen (1893–1918), britischer Dichter
- Wilfred Shingleton (1914–1983), britischer Filmarchitekt
- Wilfred Smith (* 1946), englischer Fußballspieler, siehe Wilf Smith (Fußballspieler, 1946)
- Wilfred Cantwell Smith (1916–2000), kanadischer Religionswissenschaftler
- Wilfred Stokes (1860–1927), britischer Ingenieur
- Wilfred Thesiger (1910–2003), britischer Forscher und Autor
- Wilfred Trotter (1872–1939), britischer Chirurg
- Wilfred D. Turner (1855–1933), US-amerikanischer Politiker
- Wilfred Vias (1929–2022), malaysischer Hockeyspieler
- Wilfred Waters (1923–2006), britischer Radrennfahrer
- Wilfred White (1900–1948), kanadischer Eishockeyspieler

### Wilfrid
- Wilfrid (Bischof, Northumbria) (um 634–709/10), englischer Bischof
- Wilfrid (Bischof, St Davids) († 1115), walisischer Geistlicher, Bischof von St Davids
- Wilfrid II. von York († um 744), von 718 bis 732 Bischof von York
- Wilfrid Adam (* 1947), deutscher Politiker (SPD)
- Wilfrid Bach (1936–2015), deutscher Geograph und Klimatologe
- Wilfrid Brambell (1912–1985), irischer Schauspieler
- Wilfrid de Fonvielle (1824–1914), französischer Mathematiker, Journalist und Luftschiffer
- Wilfrid Israel (1899–1943), britischer Philanthrop und Geschäftsmann
- Wilfrid Kaptoum (* 1996), kamerunischer Fußballspieler
- Wilfrid Laurier (1841–1919), kanadischer Politiker
- Wilfrid Lawson (1900–1966), britischer Bühnen- und Charakter-Schauspieler
- Wilfrid Le Gros Clark (1895–1971), britischer Anatom, Primatologe und Paläoanthropologe
- Wilfrid Moser (1914–1997), Schweizer Maler und Bildhauer
- Wilfrid Schreiber (1904–1975), deutscher Wirtschaftstheoretiker
- Wilfrid Sellars (1912–1989), US-amerikanischer Philosoph

### Willfred
- Willfred W. Lufkin (1879–1934), US-amerikanischer Politiker
- Willfred Nordlund (* 1988), norwegischer Politiker

### Willfried
- Willfried Gasser (* 1957), Schweizer Arzt und Präsident der SEA
- Willfried Gredler (1916–1994), österreichischer Diplomat und Politiker (FPÖ)
- Willfried Lahrs (1913–2006), deutscher Turner und Trainer
- Willfried Maier (* 1942), deutscher Politiker (GAL)
- Willfried Penner (* 1936), deutscher Politiker (SPD) und Wehrbeauftragter des Deutschen Bundestages (2000–05)
- Willfried Spohn (1944–2012), deutscher Soziologe